# سرود ملی غنا
ای ایزد، میهن ما، غنا، را خجسته دار! (به انگلیسی: God Bless Our Homeland Ghana) سرود ملی کشور غنا است. این سرود که توسط فیلیپ گبهو نوشته شده بود در سال ۱۹۵۷ به هنگام استقلال کشور رسمیت یافت.

## متن
| متن انگلیسی God bless our homeland Ghana And make our nation great and strong, Bold to defend forever The cause of Freedom and of Right; Fill our hearts with true humility, Make us cherish fearless honesty, And help us to resist oppressors' rule With all our will and might for evermore. Hail to thy name, O Ghana, To thee we make our solemn vow: Steadfast to build together A nation strong in Unity; With our gifts of mind and strength of arm, Whether night or day, in the midst of storm, In ev'ry need, whate'er the call may be, To serve thee, Ghana, now and evermore. Raise high the flag of Ghana And one with Africa advance; Black star of hope and honour To all who thirst for liberty; Where the banner of Ghana freely flies, May the way to freedom truly lie; Arise, arise, O sons of Ghanaland, And under God march on for evermore! | برگردان فارسی ای ایزد، میهن ما، غنا، را خجسته دار و کشور ما را بزرگ و نیرومند. به ما جسارت بخش تا هماره از آرمان آزادی و حق دفاع کنیم دل‌هایمان را از فروتنی راستین بیآکن و بگذار تا صداقت بی‌هراس را گرامی داریم در پایداری در برابر ستمکار یاری‌مان رسان با تمام اراده و قدرت‌مان، تا ابد. ای غنا، بر نام تو درود، به تو به‌جـِدّ سوگند می‌خوریم که در راه ساخت کشوری نیرومند یگانه و پایدار باشیم و به موهبت اندیشه و نیروی بازو چه روز و چه شب، در میان توفان‌ها در هر ضرورت، به هرچه فراخوانده شویم به تو خدمت کنیم، ای غنا، از امروز تا به ابد. پرچم غنا را برفراز! و پرچمی نیز از آفریقا در پیشاپیش؛ستاره سیاه امید و شرافت، برای همه آنانی که تشنه آزادی‌اند. آنجا که بیرق غنا آزادانه در اهتزاز است، باشد تا مسیر آزادی به‌راستی در همان مکان باشد؛به‌پا، به‌پا، ای پسران غنا، و در سایه ایزد تا ابد به پیش! |